# Ephippiochthonius creticus
Espèce
Synonymes
- Chthonius creticus Mahnert, 1980

Ephippiochthonius creticus est une espèce de pseudoscorpions de la famille des Chthoniidae.

## Distribution
Cette espèce est endémique de Crète en Grèce. Elle se rencontre dans la grotte de Milatos à Ágios Nikólaos.

## Description
Les femelles mesurent de 1,3 à 1,5 mm.

## Étymologie
Son nom d'espèce lui a été donné en référence au lieu de sa découverte, la Crète.

## Publication originale
- Mahnert, 1980 : Pseudoskorpione (Arachnida) aus Hohlen Griechenlands, insbesondere Kretas. Archives des Sciences (Geneva), vol. 32, no 3, p. 213-233.